# Tenzin Tsundue
Tenzin Tsundue is een Tibetaans dichter, schrijver en activist. In 2001 won hij de eerste Outlook-Picador Award voor non-fictie. Hij publiceerde drie boeken die werden vertaald in andere talen.

## Achtergrond
Zijn ouders ontvluchtten Tibet tijdens de Tibetaanse diaspora. Bij aankomst in India in 1959 werkten ze eerst in de wegenbouw van bergwegen in Masumari, Bir, Kullu en Manali. Honderden Tibetanen die naar India vluchtten kwamen in de eerste tijd om, omdat ze de hitte van de zomer en de vochtigheid van de moesson niet konden verdragen. Het kamp van de wegenbouw trok verder en ergens onderweg werd Tenzin Tsundue langs de kant van de weg geboren in een noodtent. Zijn geboortedatum is niet bevestigd en er bestaan drie verschillende registraties van. Hij ging naar school in Dharamsala en ging naar de universiteiten van Chennai en Mumbai.

## Werk
Zijn eerste boek, Crossing the Border, gaf hij uit met behulp van geld dat hij van medestudenten gekregen en geleend had, terwijl hij zijn voor zijn master studeerde aan de Universiteit van Mumbai. In 2001 won hij de eerste Outlook-Picador Award voor non-fictie. Zijn tweede boek Kora werd vertaald naar het Frans en Malayalam. Zijn derde boek, Semshook, is een compilatie van essays over de Tibetaanse vrijheidsbeweging. In 2005 vertegenwoordigde hij Tibet in New Delhi tijdens de tweede Zuid-Aziatische literatuurconferentie.

## Media
Tenzin Tsundue wordt vaak gezien als een opinieleider binnen de Tibetaanse gemeenschap in ballingschap. Geschriften van Tenzin Tsundue verschijnen geregeld in Indiase en internationale tijdschriften en andere media. Hij schreef onder ander voor The International PEN, The Indian PEN, Sahitya Akademi’s Indian Literature, The Little Magazine, Outlook, The Times of India, The Indian Express, Hindustan Times, Better Photography, The Economic Times, Tehelka, The Daily Star (Bangladesh), Today (Singapore), Tibetan Review en Gandhi Marg. In 2002 noemde de Indiase editie van het modeblad Elle hem een van de 50 best geklede mannen van India. Hij is onder meer te zien in de documentaire Tibet: 50 Years After the Fall uit 2009 van het regisseursduo Ritu Sarin en Tenzin Sönam.

## Activisme

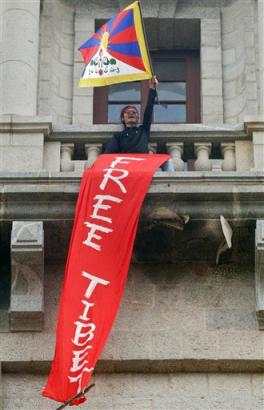
Tenzin Tsundue die in 2005 tegenover de hotelkamer van premier Wen Jiabao in Bangalore protesteert

Vanaf zijn studietijd was Tenzin Tsundue een voorvechter van de onafhankelijkheid van Tibet. Januari 2002 kreeg hij internationale aandacht van de media, omdat hij een banier uitrolde op de veertiende verdieping van het vijfsterrenhotel in Mumbai, toen de Chinese premier Zhu Rongji binnen was. April 2005 herhaalde hij dezelfde stunt, toen premier Wen Jiabao Bangalore bezocht. Hier ontrolde hij een grote rode banier met de tekst Free Tibet terwijl hij riep: "Wen Jiaboa, you cannot silence us."
Tenzin Tsundue bracht Indiase bestuurders in verlegenheid en de Indiase politie gelastte hem Dharamsala niet te verlaten tijdens het bezoek van de Chinese president Hu Jintao aan India in november 2006. Sinds 2000 draagt hij een rode band om zijn hoofd waarmee hij wil uitdrukken dat hij werkt aan de vrijheid van zijn land en die hij niet eerder af wil doen dan Tibet vrij is.

## Uitspraken
- Ik ben een verknocht gelover in geweldloosheid.
- We zijn bereid om te sterven, maar niet bereid om te doden.
- Vrijheidsstrijd is mijn leven